# Youngia setigera
Youngia setigera là một loài thực vật có hoa trong họ Cúc. Loài này được (Scott) Babc. & Stebbins miêu tả khoa học đầu tiên năm 1943.